# Arjan Burggraaf
Adrianus (Arjan) Burggraaf (Gorinchem, 16 augustus 1954) is een Nederlands radiopresentator en voice-over voor NH Radio
Arjan Burggraaf presenteerde het radio-ochtendprogramma NH Tot Twaalf (Voorheen "De ochtend op RTV Noord-Holland") waarin hij tussen muziek door met luisteraars praatte en interviews hield met deskundigen op het gebied van wetenschap, taal, boeken, films, tuinieren en koken. In 2017 maakte hij bekend te stoppen met dit programma. Het tijdsslot zou worden overgenomen door June Hoogcarspel.
Burggraaf trouwde in 1979 en heeft drie kinderen. Inmiddels is hij gescheiden en woont samen met June Hoogcarspel.
Buiten zijn radiopresentatie was hij de voice-over van het politie-opsporingsprogramma "Ter Plaatse" wat elk woensdag t/m donderdag op tv werd uitgezonden.
Arjan Burgraaf woont in Muiderberg waar hij jaarlijks een belangrijke rol in de plaatselijke Sinterklaasintocht heeft.